# Thanatos

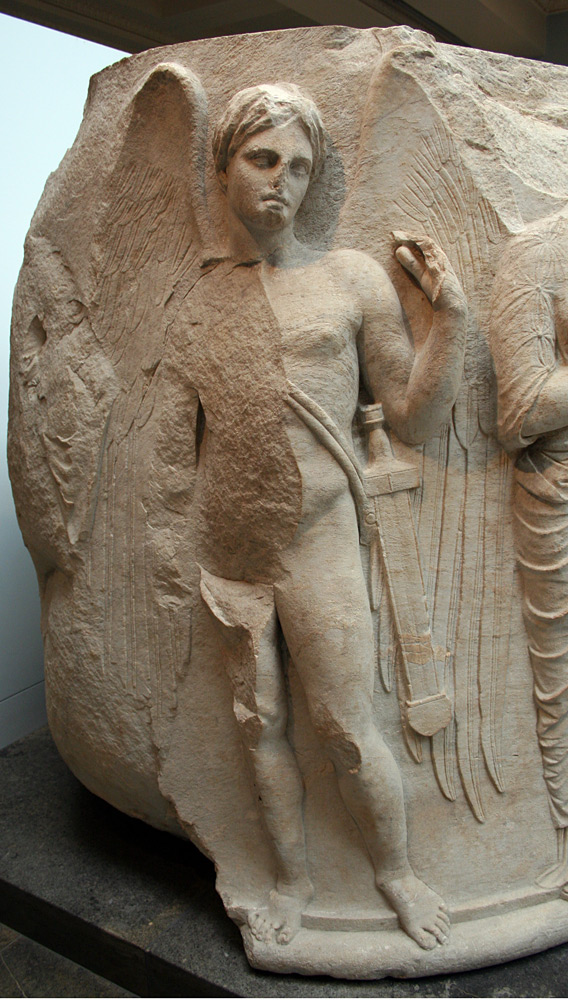
Bevingad yngling med ett svärd, förmodligen Thanatos. Detalj av en skulpterad marmorpelare från Artemistemplet i Efesos, ca. 325-300 f.Kr., funnen i sydvästra hörnet av templet.

Thanatos, (grekiska Θᾰ́νᾰτος, Thánatos, "Död[en]"), är en dödsgud i grekisk mytologi. Han är son till Nyx (Natten) och tvillingbror till Hypnos (Sömnen).
Medan Thanatos förkroppsligar fridfull död, förkroppsligar hans syskon kererna våldsam död. Han har en speciell fackla som han kan styra människors liv med. När han vänder på facklan så slocknar lågan, likaså den dödliges liv. Den enda gång han vände sin fackla uppåt var när hjälten Herakles tvingade honom att återuppväcka Admetos hustru Alkestis till liv. Euthanasi, dödshjälp, är en avledning av Thanatos.
För freudianer är Thanatos en demon som symboliserar dödsdriften. Han har gett namn åt dödsångest, thanatofobi.